# Yên Thịnh (phường)
Yên Thịnh là một phường cũ thuộc thành phố Yên Bái cũ, tỉnh Yên Bái cũ, Việt Nam.

## Địa lý
Phường Yên Thịnh nằm ở phía bắc thành phố Yên Bái, có vị trí địa lý:
- Phía đông và nam giáp xã Tân Thịnh
- Phía tây giáp phường Đồng Tâm
- Phía bắc giáp huyện Yên Bình và xã Minh Bảo.

Phường Yên Thịnh có diện tích 4,07 km², dân số năm 2019 là 7.036 người, mật độ dân số đạt 1.729 người/km².

## Lịch sử
Sau năm 1975, Yên Thịnh là một phường thuộc thị xã Yên Bái.
Ngày 11 tháng 1 năm 2002, Thủ tướng Chính phủ ra Nghị định số 05/2002/NĐ-CP về việc thành lập thành phố Yên Bái thuộc tỉnh Yên Bái. Phường Yên Thịnh trực thuộc thành phố Yên Bái.
Ngày 16 tháng 6 năm 2025, Ủy ban Thường vụ Quốc hội ban hành Nghị quyết số 1673/NQ-UBTVQH15 về việc sắp xếp các đơn vị hành chính cấp xã của tỉnh Lào Cai năm 2025. Theo đó, sắp xếp toàn bộ diện tích tự nhiên, quy mô dân số của phường Yên Thịnh và các xã Tân Thịnh (thành phố Yên Bái), Văn Phú, Phú Thịnh thành phường mới có tên gọi là phường Văn Phú